# Сарилумаб
Сарилумаб, продаваемый под торговой маркой Kevzara, представляет собой лекарственное средство с человеческими моноклональными антителами против рецептора интерлейкина-6. Regeneron Pharmaceuticals и Sanofi разработали препарат для лечения ревматоидного артрита (РА), на который они получили одобрение FDA США 22 мая 2017 года и одобрение Европейского агентства по лекарственным средствам 23 июня 2017 года.
Разработка в области анкилозирующего спондилита была приостановлена после того, как препарат не продемонстрировал клинического преимущества по сравнению с метотрексатом в испытаниях фазы II.

## Применение в медицине
Сарилумаб используется для лечения ревматоидного артрита средней и тяжелой степени тяжести у пациентов, которые не ответили на "традиционные" методы лечения или не перенесли их. Его можно использовать отдельно или в сочетании с метотрексатом или другими модифицирующими заболевание противоревматическими препаратами (DMARD).

## Противопоказания
В Европейском Союзе Сарилумаб противопоказан людям с активными тяжелыми инфекциями. Хотя это не указано в списке противопоказаний в соответствии с утверждением FDA США, есть предупреждение в рамке, в котором рекомендуется тестировать на скрытую туберкулезную инфекцию перед лечением и отслеживать признаки инфекции во время терапии сарилумабом.

## Побочные эффекты
Исследование MONARCH показало, что частота нейтропении у пациентов, получающих 200 мг сарилумаба каждые 2 недели, значительно выше, чем у пациентов, получавших адалимумаб (13,6 % против 0,5 %). Однако частота инфицирования была одинаковой в обеих группах (28,8 % против 27,7 %).
Другие частые побочные эффекты, которые наблюдались у 1–10 % пациентов, включали тромбоцитопению (низкое количество тромбоцитов), инфекции верхних дыхательных путей и мочевыводящих путей, оральный герпес, гиперлипидемию и реакции в месте инъекции.

## Клинические испытания

### Ревматоидный артрит
15 мая 2013 года обе компании объявили о начале двух новых испытаний (COMPARE и ASCERTAIN) и о том, что первые пациенты уже зарегистрированы.
В июне 2015 года в исследовании III фазы (с метотрексатом) по поводу РА сообщалось о достижении трех сопряженных конечных точек.
В ноябре 2015 года испытание SARIL-RA-TARGET сообщило о хороших результатах (соответствие обоим основным критериям).
В ноябре 2016 года исследование фазы III MONARCH, сравнивающее сарилумаб и адалимумаб (анти-TNF), показало, что сарилумаб лучше снижает показатель DAS28-СОЭ у пациентов с РА через 24 недели.
В июле 2019 года было запущено многоцентровое испытание по изучению сарилумаба у пациентов с глюкокортикоид-зависимым саркоидозом.

## История
В октябре 2016 года Управление по санитарному надзору за качеством пищевых продуктов и медикаментов США (FDA) отказало в разрешении на маркетинг в качестве средства лечения ревматоидного артрита из-за нарушений надлежащей производственной практики (GMP). В конечном итоге 22 мая 2017 года препарат был одобрен FDA.

## Исследование

### COVID-19
Исследование 420 пациентов было приостановлено в сентябре 2020 года из-за отсутствия продемонстрированной эффективности в лечении симптомов COVID-19.